# Métier (corps)
 (novembre 2023).
Si vous disposez d'ouvrages ou d'articles de référence ou si vous connaissez des sites web de qualité traitant du thème abordé ici, merci de compléter l'article en donnant les références utiles à sa vérifiabilité et en les liant à la section « Notes et références ».
Pour les articles homonymes, voir métier, corps et corps de métier.
Les corps de métiers furent organisés en Europe au Moyen Âge (régime des métiers) avec notamment les métiers jurés ou guildes en France pour les artisans et en Italie les Arti des corporations riches de la Toscane, réparties en Arts majeurs et Arts mineurs. Les métiers (ou corporations, dont le terme apparaît seulement vers le milieu du XVIIIe siècle) sont des groupements professionnels. On distingue métiers libres ou réglés et métiers jurés. Les métiers jurés constituent des groupements professionnels autonomes avec personnalité juridique propre et discipline collective stricte, composés de membres égaux, unis par un serment (d’où les mots de métier juré et de jurande). L’apogée des métiers se situe au XVIIe siècle et au début du XVIIIe siècle. Ces associations dépendent d’une étroite oligarchie renforcée par une forte endogamie. Mais elles apparaissent au XVIIIe siècle comme des corps uniquement jaloux de leurs prérogatives et hostiles aux novations techniques. Le terme corporation s'impose au XIXe siècle, dans un contexte de développement du libéralisme. Il s'inscrit dans un mouvement de condamnation de toutes les contraintes de la libre entreprise et doit donc être utilisé avec précaution pour les siècles antérieurs.

## En Belgique
Sous l'Ancien Régime, la gestion des villes reposait entre autres sur les différents métiers. Ainsi, le Magistrat d'une ville était-il composé d'un représentant par métier, élisait les bourgmestres et gérait les affaires courantes de la ville. Pour appartenir à un métier, il fallait en faire relief (on relevait le métier), prêter serment et payer les droits y afférents. À Waremme, par exemple, les métiers étaient au nombre de dix : les boulangers, les brasseurs, les charpentiers, les cordonniers, les febves (forgerons), les maçons, les mangons (bouchers), les merciers, les parmentiers (tailleurs) et les viniers (vignerons).

## En France
Les corps de métiers ont été abolis à la Révolution. Cependant, certains métiers manuels, qui se sont organisés au Moyen Âge, ont encore aujourd'hui une forte tradition et une identité reconnue, comme le compagnonnage, et certaines professions (chauffeurs de taxis, etc.) ont par certains aspects, elles aussi, conservé un fonctionnement corporatiste.
Les ordres professionnels, comme celui des médecins ou des sages-femmes, datent principalement du régime de Vichy.
La plupart des autres métiers du secteur privé sont liés à une représentation consulaire : les chambres de métiers pour les métiers de l'artisanat ;  les chambres de commerce pour les métiers du commerce et de l'industrie ; les chambres d'agriculture pour les métiers de l'agriculture.
La fonction publique française est organisée en corps de fonctionnaires, par métiers, au sein de chaque catégorie (A, B, C ou D) représentant les différents niveaux de recrutement.
Certains métiers du secteur public comme du secteur privé, sont également regroupés en associations professionnelles, plus ou moins corporatistes, parfois sous la forme syndicale.